# توقيت ماليزيا
التوقيت الرسمي الماليزي (بالملايوية:  Waktu Piawai Malaysia)‏ أو التوقيت الماليزي (MYT) هو التوقيت القياسي المستخدم في ماليزيا. إنه يسبق التوقيت العالمي المنسق (UTC) بـ 8 ساعات. لا تلتزم ماليزيا بالتوقيت الصيفي.